# Zetomimus boothianus
Zetomimus boothianus är en kvalsterart som först beskrevs av Hull 1915.  Zetomimus boothianus ingår i släktet Zetomimus och familjen Ceratozetidae. Inga underarter finns listade i Catalogue of Life.